# Gallimimus
Gallimimus (Gallimimus bullatus, do latim "imitação de galinha"); foi uma espécie de dinossauro onívoro e bípede que viveu durante o Cretáceo Superior. Media em torno de 6 metros de comprimento, 3 metros de altura e pesava cerca de 150 quilogramas.

tamanho do gallimimus comparado a um ser humano

O Gallimimus viveu na Ásia e foi encontrado na Mongólia. Sua alimentação era bastante variada, se alimentava de plantas, ovos, pequenos animais e insetos.
Seu nome significa "imitação de galinha" devido ao formato de seu corpo. Ele corria como uma avestruz.
Era o maior dos "dinossauros-avestruz". A velocidade desse animal é estipulada através de uma combinação de duas coisas: a primeira vem da estrutura do esqueleto e a segunda, da velocidade e estilo dos avestruzes. Os Gallimimus corriam entre 35 e 70 km/h.
Pensava-se que eram herbívoros mas agora crê-se que eram omnívoros (que se alimentavam de vegetais e carne), sendo as suas garras bons utensílios para capturar insetos e pequenos répteis.
A sua cabeça, era pequena e tinha um bico achatado e sem dentes. Possuía olhos grandes, logo teria sem dúvida uma boa visão. O seu corpo era pequeno e compacto e o pescoço pequeno e flexível e o Gallimimus colocava a sua cauda na horizontal; para ter equilíbrio quando corria. As suas patas anteriores tinham três dedos com garras pontiagudas e as longas patas posteriores também acabavam em garras.

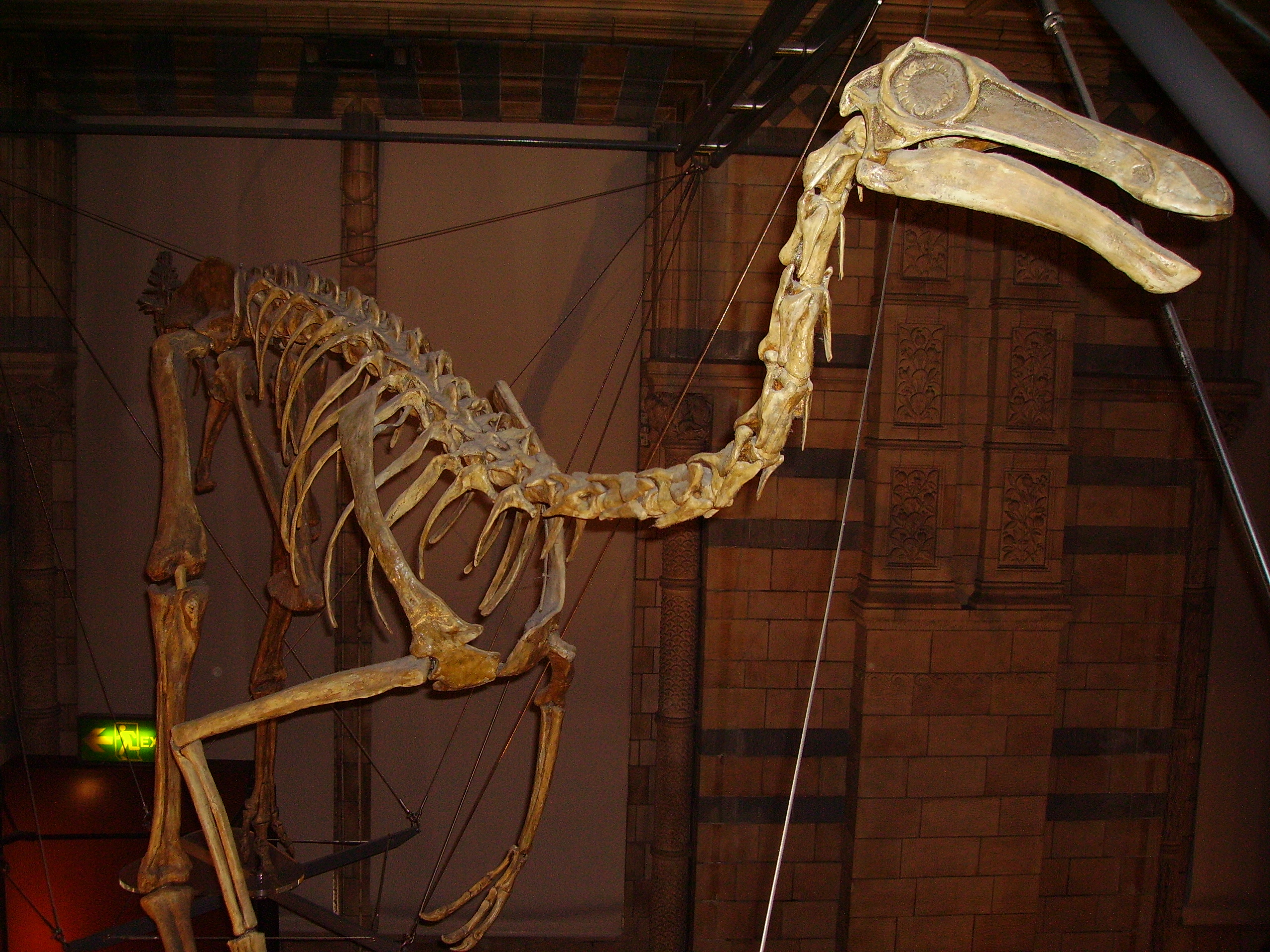
Esqueleto de Gallimimus.